# Richtlinie 2003/49/EG (Zins- und Lizenzgebührenrichtlinie)
Die Zins- und Lizenzrichtlinie (Richtlinie 2003/49/EG des Rates über eine gemeinsame Steuerregelung für Zahlungen von Zinsen und Lizenzgebühren zwischen verbundenen Unternehmen verschiedener Mitgliedstaaten vom 3. Juni 2003) ist eine EG-Richtlinie. Sie trat zum 1. Januar 2004 in Kraft und regelt die Besteuerung von Zins- und Lizenzzahlungen zwischen verbundenen Unternehmen innerhalb der Europäischen Gemeinschaft (sowie der Schweiz).

## Voraussetzungen
Schuldner und Gläubiger der Zahlungen müssen in zwei unterschiedlichen Mitgliedsstaaten der Europäischen Union ansässige Kapitalgesellschaften sein. Eine Mindestbeteiligungsquote des empfangenden Unternehmens in Höhe von 25 % am Kapital des Unternehmens, das die Zahlungen leistet, wird vorausgesetzt, ebenso eine Mindestbesitzzeit von zwei Jahren. Die Zahlungen dürfen nicht gewinnabhängig ausgestaltet werden. Auch Zahlungen von/an Schwestergesellschaften und von/an Betriebsstätten können begünstigt sein.

## Ziele und Rechtsfolgen
Grundsätzlich sollen diese Zahlungen in dem Staat besteuert werden, in dem der Empfänger der Zahlungen ansässig ist.
Der Staat, in dem der Schuldner der Zahlungen ansässig ist, verzichtet damit auf die Erhebung von Kapitalertragsteuer. Zins- und Lizenzzahlungen bleiben dabei im Rahmen der Ermittlung des zu versteuernden Einkommens (steuerliche Gewinnermittlung) des Schuldners als Betriebsausgaben voll abzugsfähig.
Die Missbrauchsregelungen sind denen der älteren Mutter-Tochter-Richtlinie (seit 1990) vergleichbar.

## Umsetzung in deutsches Recht
Die Umsetzung in deutsches Recht erfolgte durch § 50 g EStG, der gemäß dem Art. 1 Nr. 3 EG-Amtshilfe-Anpassungsgesetz vom 2. Dezember 2004 (BGBl. 2004 I S. 3112) eingefügt wurde.

## Aktuelle Entwicklungen
Am 11. November 2011 hat die Europäische Kommission einen Vorschlag zur Verbesserung der Zins- und Lizenzrichtlinie angenommen. Nach dem Wunsch der Kommission sollen Doppelbesteuerungen, beispielsweise durch Quellensteuer, weiter verringert werden. Der Vorschlag muss nun durch den Rat und das Europäische Parlament beraten werden.